# Squalus
Squalus – rodzaj morskich ryb chrzęstnoszkieletowych z rodziny koleniowatych (Squalidae).

## Rozmieszczenie geograficzne
Do rodzaju należą gatunki występujące w wodach oceanów – Indyjskiego, Spokojnego i Atlantyckiego.

## Morfologia
Długość ciała do 160 cm; masa ciała (największa opublikowana) do 7,9 kg.

## Systematyka
Rodzaj zdefiniował w 1758 roku szwedzki przyrodnik Karol Linneusz w pierwszym tomie dziesiątego wydania Systema Naturae – publikacji własnego autorstwa poświęconej systematyce zwierząt, roślin i minerałów. Gatunkiem typowym jest (późniejsze oznaczenie) koleń pospolity (S. acanthias).

### Etymologia
- Squalus: łac. squalus ‘brudny, paskudny’, także ‘starożytna nazwa ryb morskich uznawanych za nienadające się do spożycia przez ludzi, w tym rekinów’[14].
- Galeus: gr. γαλεoς galeos ‘rekin’[15]. Gatunek typowy: nie wyznaczony.
- Acanthorhinus: gr. ακανθα akantha „cierń, kolec”, od ακη akē ‘punkt’[16]; ῥις rhis, ῥινος rhinos ‘nos, pysk’[17]. Gatunek typowy (późniejsze oznaczenie): Squalus acanthias Linnaeus, 1758[18].
- Acanthias: gr. ακανθα akantha „cierń, kolec”, od ακη akē ‘punkt’[16]; łac. przyrostek -ias ‘posiadanie, specjalna cecha’[19]. Gatunek typowy: (późniejsze oznaczenie) Squalus acanthias Linnaeus, 1758 (Leach); (absolutna tautonimia) Squalus acanthias Linnaeus, 1758 (Bonaparte i Müller & Henle).
- Carcharias: gr. καρχαριας karkharias ‘gatunek rekina z zębami przypominającymi piłę’, od καρχαρος karkharos ‘ostry’[20].
- Flakeus: flake – termin używany w Australii do określenia dowolnego mięsa z kilku gatunków rekinów, zwłaszcza Mustelus antarcticus[9]. Gatunek typowy (oryginalne oznaczenie): Acanthias megalops Macleay, 1881.
- Koinga: koinga, maoryska nazwa ryby[21][9]. Gatunek typowy (oryginalne oznaczenie): Squalus whitleyi Phillipps, 1931 (= Squalus acanthias Linnaeus, 1758).

### Podział systematyczny
Do rodzaju należą następujące gatunki:

- Squalus acanthias Linnaeus, 1758 – koleń pospolity[22]
- Squalus acutipinnis Regan, 1908
- Squalus albicaudus Viana, Carvalho & Gomes, 2016
- Squalus albifrons Last, White & Stevens, 2007
- Squalus altipinnis Last, White & Stevens, 2007
- Squalus bahiensis Viana, Carvalho & Gomes, 2016
- Squalus bassi Viana, Carvalho & Ebert, 2017
- Squalus blainville (Risso, 1827) – koleń piaskowy[23]
- Squalus boretzi Dolganov, 2019
- Squalus brevirostris Tanaka, 1917
- Squalus bucephalus Last, Séret & Pogonoski, 2007
- Squalus chloroculus Last, White & Motomura, 2007
- Squalus clarkae Pfleger, Grubbs, Cotton & Daly-Engel, 2018
- Squalus crassispinus Last, Edmunds & Yearsley, 2007
- Squalus cubensis Howell Rivero, 1936
- Squalus edmundsi White, Last & Stevens, 2007
- Squalus formosus White & Iglésias, 2011
- Squalus grahami White, Last & Stevens, 2007
- Squalus griffini Phillipps, 1931
- Squalus hawaiiensis Daly-Engel, Koch, Anderson, Cotton & Grubbs, 2018
- Squalus hemipinnis White, Last & Yearsley, 2007
- Squalus japonicus Ishikawa, 1908
- Squalus lalannei Baranes, 2003
- Squalus lobularis Viana, Carvalho & Gomes, 2016
- Squalus longispinis Fricke, Durville, Potin & Mulochau, 2023
- Squalus mahia Viana, Lisher & Carvalho, 2017
- Squalus margaretsmithae Viana, Lisher & Carvalho, 2017
- Squalus megalops (Macleay, 1881) – koleń wielkooki[24]
- Squalus melanurus Fourmanoir, 1979
- Squalus mitsukurii Jordan & Snyder, 1903
- Squalus montalbani Whitley, 1931
- Squalus nasutus Last, Marshall & White, 2007
- Squalus notocaudatus Last, White & Stevens, 2007
- Squalus probatovi Myagkov & Kondyurin, 1986
- Squalus quasimodo Viana, Carvalho & Gomes, 2016
- Squalus raoulensis Duffy & Last, 2007
- Squalus shiraii Viana & Carvalho, 2020
- Squalus suckleyi (Girard, 1855)